# Jeff Cheeger
Jeff Cheeger (ur. 1 grudnia 1943 w Nowym Jorku) – amerykański matematyk, laureat Nagrody Shawa w dziedzinie matematyki z 2021 roku. Specjalizuje się w geometrii różniczkowej (szczególnie geometrii Riemanna) oraz jej związkach z topologią i analizą.

## Życiorys
Urodził się 1 grudnia 1943 roku w Brooklynie, gdzie uczęszczał później do szkoły średniej Erasmus Hall.
Studia licencjackie ukończył w 1964 na Uniwersytecie Harvarda. Magisterium uzyskał w 1966, a doktorat w 1967 na Uniwersytecie Princeton (promotorami jego rozprawy zatytułowanej  Comparison and Finiteness Theorems for Riemannian Manifolds byli Salomon  Bochner i James Simons).
Od 1969 do 1992 pracował na Stony Brook University, a od 1989 jest profesorem New York University.
Wypromował 13 doktorów.

## Publikacje i osiągnięcia
Autor blisko 100 artykułów. Swoje prace publikował m.in. w „Journal of Differential Geometry”, „Geometric and Functional Analysis. GAFA”, „Communications on Pure and Applied Mathematics” oraz najbardziej prestiżowych czasopismach matematycznych świata: „Annals of Mathematics”, „Journal of the American Mathematical Society", „Inventiones Mathematicae” i „Acta Mathematica”.
Nagrodę Shawa otrzymał razem z Jeanem-Michelem Bismutem za ich niezwykłe spostrzeżenia, które zmieniły i nadal zmieniają współczesną geometrię.

## Wyróżnienia
Cheeger otrzymał m.in.:
- 2021   Nagrodę Shawa w dziedzinie matematyki[3]
- 2019   Nagrodę Steele'a za całokształt osiągnięć[6]
- 2001   Oswald Veblen Prize in Geometry[7]

W latach 1974 i 1986 był prelegentem sekcyjnym na Międzynarodowym Kongresie Matematyków.
Jest członkiem National Academy of Sciences (od 1997), Finnish Academy of Science and Letters (od 1998) i Amerykańskiej Akademii Sztuk i Nauk (od 2006). 